# 佐々木宏人
佐々木 宏人（ささき ひろと 1969年11月9日 - ）は、日本の作曲家。愛知県弥富市出身。元バンダイナムコゲームス所属。

## 経歴
1993年にナムコ入社。2008年に退社。現在はフリーランスで作曲活動をしている。
細江慎治が立ち上げたテクノユニットまにきゅあ団では「ま団セピア」として一部の作曲を担当し、同じく細江が立ち上げたYMOのパロディユニットOMYで「佐々武秀樹」（YMOのプログラマーだった松武秀樹役）として参加している。
2017年7月、ニューウェーヴ系バンドfairly hairy situationを結成した。

## 担当作品
- マッハブレイカーズ
- ガンバレットシリーズ
- プロップサイクル
- ニンジャアサルト
- 魔斬
- THE IDOLM@STER
- 困ったじいさん
- お昼のショッカーさん